# Simon Goubert
Simon Goubert (Rennes, 1960) is een Franse jazzmuzikant (drums, piano), arrangeur en componist.

## Biografie
Goubert leerde eerst piano, maar wisselde daarna naar de drums, nadat hij in zijn geboortestad Kenny Clarke had gehoord. Hij studeerde percussie aan het conservatorium van Rennes en vanaf 1976 aan die van Versailles bij Silvio Gualda. Zijn eerste verbintenis had hij bij het Ensemble Polyphonique De L'ORTF onder Charles Ravier. Daarnaast speelde hij in jazzclubs als Riverbop, waar hij kennis maakte met Aldo Romano, Bernard Lubat en Christian Vander. In 1981 formeerde hij zijn eerste band met Dominique Lemerle en Éric Barret en in 1982 de band Spiral met de saxofonist Arrigo Lorenzi en de pianist Jean-Claude Lubin. Van 1982 tot 1987 speelde hij ook piano in de band Offering van Christian Vander, met wie hij ook speelde in de band Voix de Magma resp. Magma tijdens de jaren 1990. Van 1994 tot 1997 speelde hij in het septet Welcome (Bienvenue, 1996). Van 1987 tot 1997 speelde hij als trio met Michel Graillier en Alby Cullaz (albums It was a very good night en Sweet smile).
In 1991 verscheen zijn eerste album Ha-ti onder zijn eigen naam, met onder andere Steve Grossman, gevolgd door Couleurs de peaux in 1993 met de broers Belmondo, Graillier, Romano, Vander en Emmanuel Borghi (hier speelt hij naast de drums ook piano). In 1998 verscheen zijn album Les phares des Pierres Noires bij Seventh Records met de saxofonist David Sauzay.
Van 1999 tot 2001 speelde hij in het trio BFG met Emmanuel Bex en Glenn Ferris. Bovendien speelde hij in het kwintet Pentacle van de pianiste Sophia Domancich (gelijknamig album (2003), Triana Moods (2007), En hiver comme au printemps (2017)). Met Domancich speelt hij ook sinds 2000 in zijn kwartet Desormaisé (met Boris Blanchet, Michel Zenino, gelijknamig dubbelalbum 2001) en in het kwartet Invitation met de gitarist Eric Daniel en de bassist Jean-Philippe Viret. Sinds 2004 speelt hij ook met Domancich in de band Soft Bound met voormalig Soft Machine-lid Hugh Hopper en Simon Picard. Bovendien speelt hij regelmatig in duet met Sophia Domanchic (You Don't Know What Love Is, Cristal Records). Met de Senegalese kora-virtuoos Ablaye Cissoko en Jean-Jacques Avenel nam hij het album African Jazz Roots (Harmonia Mundi, 2011) op.
Hij nam ook op met Babik Reinhardt, Didier Levallet (onder wiens leiding hij ook met het Orchestre National de Jazz werkte, Deep feelings 2000), Riccardo Del Fra, René Urtreger, de gebroeders Belmondo, Gilles Naturel, Jacques Vidal en Manuel Rocheman. In 1996 kreeg Simon Goubert als eerste drummer de Prix Django Reinhardt.
- Bibliothèque nationale de France: cb139398484 (data)
- Gemeinsame Normdatei: 13545770X
- International Standard Name Identifier: 0000 0000 5518 643X
- Library of Congress Control Number: no98060435
- Nationale Bibliotheek van Letland: 000037901
- MusicBrainz: 2e660e69-423f-45e7-b7d6-65801ef7d8be
- Système universitaire de documentation: 157466299
- Virtual International Authority File: 59273680
- WorldCat: E39PBJkhFPm99tCqtXFFkH8Bfq